# Musée de l'histoire spatiale du Nouveau-Mexique
Le musée de l'histoire spatiale du Nouveau-Mexique (en anglais : New Mexico Museum of Space History) est un musée consacré à l'histoire de l'exploration spatiale et un planétarium situé à Alamogordo au Nouveau-Mexique.
L'International Space Hall of Fame y est situé.